# Karol Ježík
Karol Ježík (2. prosince 1953, Trnava – 14. prosince 1998, Bratislava) byl slovenský novinář, spoluzakladatel a první šéfredaktor významného slovenského deníku SME.

## Působení
Po absolvování studia žurnalistiky na Filozofické fakultě Univerzity Komenského v Bratislavě byl dlouho sportovním novinářem ČSTK na Slovensku, později redaktorem, zástupcem šéfredaktora a šéfredaktorem mládežnického deníku Smena. Po politických zásazích do vydavatelství Smena za vlády Vladimíra Mečiara založil deník SME, který vychází od 14. ledna 1993 a vyprofiloval se jako liberálně-konzervativní deník, patřící k nejčtenějším titulům na Slovensku.

## Úmrtí
V noci 7. prosince 1998 při oslavách 50. narozenin Pavla Hammela v bratislavském Domě kultury Zrkadlový háj upadl na toaletě  a utrpěl úraz hlavy, po kterém byl převezen do Nemocnice svätého Cyrila a Metoda. Lékařům si stěžoval na žaludeční problémy, nevolnost, poraněné oko a nos. Přesto byl z nemocnice propuštěn. Za několik hodin upadl do bezvědomí a byl hospitalizován na Klinice anesteziologie a intenzivní medicíny Fakultní nemocnice s poliklinikou akademika Ladislava Dérera v Kramářích. Z bezvědomí se už neprobral a 14. prosince 1998 zemřel.

## Památka
V rámci soutěže Novinárska cena vyhlašované Nadácií otvorené spoločnosti se od r. 2004 uděluje Cena otvorenej spoločnosti věnovaná památce Karola Ježíka, který svým tvořivým vkladem přispěl k rozvoji citlivosti médií k problematice menšin ve společnosti a také k rozvoji investigativní žurnalistky.
Od roku 1999 deník Sme každoročně organizuje Memoriál Karola Ježíka v sálové kopané.

## Ocenění
- Krištáľové krídlo in memoriam (1998) – „za mimoriadnu odvahu, rozhodnosť s akou žil, tvoril a viedol denník SME. Bol symbolom víťazstva, múdrosti, človekom mysliacim, s absolútnou integritou"
- Čestné občanství města Trnava in memoriam (1999) – „za trvalý a úprimný vzťah k mestu a za osobné a morálne postoje v živote a povolaní"
- Řád Ľudovíta Štúra I. triedy in memoriam (2000) – „za mimoriadnu ľudskú a občiansku statočnosť, nespornú novinársku profesionalitu a výnimočný zmysel pre spravodlivosť, verejne zaujímané postoje a prácu profesionálneho žurnalistu, ktoré prispeli k formovaniu súčasného charakteru spoločensko-politického života"
- Cena Slovenského syndikátu novinářů Mercurius veridicus ex Slovakia za celoživotné dielo v oblasti žurnalistiky in memoriam (2010) – „za zlepšenie prestíže novinárskeho stavu, za zvýšenie kvality žurnalistiky, spoločenskej zodpovednosti i občianskej statočnosti“

## Rodina
- manželka Mira Nábělková (* 1956)
- dcera Júlia Ježíková (1977-2003)